# Edelfreie von Hohenhart
Die Edelfreien von Hohenhart waren ein edelfreies Adelsgeschlecht, das in der Umgebung von Wiesloch von 1127 bis 1270 belegt ist. Stammsitz der Familie war die später Baiertal zugehörige Burg Hohenhardt. Vertreter der Familie erscheinen im letzten Drittel des 12. Jahrhunderts im Zusammenhang mit Pfalzgraf Konrad der Staufer, im 13. Jahrhundert werden vorrangig Kleriker erwähnt. Wappen und Siegel der edelfreien Familie sind nicht bekannt. Auf der Burg Hohenhardt folgte den Edelfreien ein sich ebenfalls nach der Burg nennendes Ministerialengeschlecht nach.

## Geschichte
Die frühesten bekannten Vertreter der Familie sind Konrad I. und Berthold I., die zwischen 1127 und 1196 mehrfach an prominenter Stelle als Zeugen im Kopialbuch des Klosters Schönau, im Lorscher Codex sowie in Urkunden der Speyrer und Wormser Kirche erscheinen. In den Urkunden von 1160 bis 1186 erscheinen die Hohenharter stets im Zusammenhang mit Pfalzgraf Konrad dem Staufer. Ludwig H. Hildebrandt schließt aus den weiteren Zeugen einer Urkunde von 1165, dass die von Hohenhart Untervögte für den westlichen Elsenzgau bzw. den südlichen Lobdengau waren. Ab dem 13. Jahrhundert treten die Hohenhart dann fast nur noch als Kleriker auf, vermutlich als Folge des staufischen Machtverlustes nach dem Tod Heinrichs VI. 1197. Berthold II. von Hohenhart, der von 1218 bis 1245 erwähnt wird, war Propst des Allerheiligenstifts in Speyer. Die letzte Erwähnung der Familie erfolgt 1270 mit der Nennung eines Gerhard als Zeugen des Klosters Schönau.
Die verwandtschaftlichen Verhältnisse der bekannten Vertreter lassen sich meist nur aus dem Zeitraum ihrer Erwähnung und ihren Namen ergründen. Hildebrandt spricht den von 1127 bis 1165 erwähnten Konrad I. als Stammvater des Geschlechts an. Als sein Sohn belegt ist der von 1165 bis 1196 erwähnte Konrad II. Dessen Söhne sind vermutlich Berthold I. (erwähnt 1183 bis 1196) und Rudolf (erwähnt von den 1190er Jahren bis 1229). Berthold II. (erwähnt 1218 bis 1245) und Konrad III. (erwähnt 1218 bis 1232) waren beide Kleriker und treten meist gemeinsam urkundlich auf, werden jedoch nicht als Brüder bezeichnet, so dass sie vermutlich etwa gleichaltrige Söhne von Berthold I. und Konrad II. sind. Für die restlichen bekannten Vertreter, Gerhard I. (erwähnt 1216 bis 1220), Gerhard II. (erwähnt 1267 bis 1270) und Ulrich (erwähnt 1240), fehlen jegliche Anhaltspunkte zur verwandtschaftlichen Einordnung. Bei den nur vage datierbar bekannten Frauen Adelheid (um 1240), Mechthild und Werndrud ist selbst die Zuordnung zur Familie fraglich, sie könnten auch bereits zum wohl nicht mit den Edelfreien verwandten, nachfolgenden Ministerialengeschlecht zählen.
Über die sich nach bisherigem Kenntnisstand offenbarenden Leitnamen Konrad, Berthold und Gerhard ist eine Verwandtschaft mit den Grafen von Lindenfels und den Herren von Schauenburg denkbar. Die von Lindenfels zeugen zudem in Urkunden gemeinsam mit den von Hohenhart. Zu den Edelfreien von Wissenloch, die ebenfalls den Leitnahmen Konrad führten, sind bis auf eine Bürgschaft aus dem späten 12. Jahrhundert keine Verbindungen sichtbar. Steinmetz vermutet eine Verwandtschaft der beiden Gerhard von Hohenhart mit den Schenken von Erbach.
Die Burg Hohenhardt als Stammsitz der Familie entstand vermutlich im Zuge der Intensivierung des Silberbergbaus bei Wiesloch im 11. und 12. Jahrhundert, der zu einer hohen Konzentration von 23 Burgen im Umkreis von etwa zehn Kilometern geführt hat. Vom baulichen Befund der Burg könnte diese um das urkundliche Auftauchen der bedeutenden frühen Hohenharter im frühen 12. Jahrhundert steinern ausgebaut worden sein, der baulich belegte frühgotische Umbau könnte den Übergang an das nachfolgende Ministerialengeschlecht im späten 13. Jahrhundert markieren.